# Signs
A Signs Badmarsh & Shri második lemeze.

## Számok
1. "Signs"
2. "Swarm"
3. "Get Up"
4. "Mountain Path"
5. "Day by Day"
6. "Soaring Beyond"
7. "Sajanna"
8. "Tribal"
9. "Bang"
10. "Last Mile"
11. "Appa"